# Фед куп 2009 — Азијскоокеанијска зона
Азијскоокеанијска зона је једна од три зоне регионалног такмичења у Фед купу 2009.

## Прва група
Такмичење ове групе се одржало у Градском тениском центру у Перту Аустралија од 4. до 7. фебруара. Играло се на тренима са тврдом подлогом. 
- Аустралија
- Нови Зеланд
- Индија
- Индонезија
- Тајланд
- Кинески Тајпеј
- Јужна Кореја
- Узбекистан

Репрезентације из Прве група подељене су две подгрупе А и Б по четири екипе. Победници група пласирају се у мини плеј оф, који се одржао 7. фебруара. Екипе победница је у априлу месецу играла доигравање (плеј оф) за улазак у Светску групу II 2010. Остале екипе су према редоследу у табелама играле за 3, 5 и 7 место. Поражени у мечу за 7. место испао је из Прве групе.
|    | Група А           | Нови Зеланд |     | Узбекистан | Индија |
| -- | ----------------- | ----------- | --- | ---------- | ------ |
| 1. | Нови Зеланд (3-0) |             | 2-1 | 2-1        | 3-0    |
| 2. | Индонезија (2-1)  | 2-1         |     | 1-2        | 3-0    |
| 3. | Узбекистан(1-2)   | 1-2         | 1-2 |            | 3-0    |
| 4. | Индија (0-3)      | 0-3         | 0-3 | 0-3        |        |

|    | Група Б              | Аустралија | Тајланд | Јужна Кореја | Кинески Тајпеј |
| -- | -------------------- | ---------- | ------- | ------------ | -------------- |
| 1. | Аустралија(3-0)      |            | 3-0     | 3-0          | 3-0            |
| 2. | Тајланд (2-1)        | 0-3        |         | 3-0          | 3-0            |
| 3. | Јужна Кореја (1-2)   | 0-3        | 0-3     |              | 2-1            |
| 4. | Кинески Тајпеј (0-3) | 0:3        | 0-3     | 1-2          |                |

| за пласман  | 1. екипа   | Резултат | 2. екипа     |
| ----------- | ---------- | -------- | ------------ |
| за плеј оф  | Аустралија | 3-0      | Нови Зеланд  |
| 3./4. место | Тајланд    | 3-0      | Индонезија   |
| 5./6. место | Узбекистан | 2-1      | Јужна Кореја |
| за опстанак | Тајпеј     | 3-0      | Индија       |

Аустралија се пласирала за доигравање (плеј оф) за улазак у Светску групу II 2010. Индија испада у Другу групу Азијско/Океанијска зоне за 2010.

## Детаљи меча доигравања

### Аустралија - Нови Зеланд
| · Аустралија · 3 | Градском тениском центру у Перту Аустралија 7. август тврда (отворено) | Градском тениском центру у Перту Аустралија 7. август тврда (отворено) | · Нови Зеланд · 0 |     |   |   |   |  |
| \| \| \| \| 1 \| 2 \| 3 \| 4 \| 5 \| \| \| - \| \| -------------------------------------------------- \| --- \| --- \| - \| - \| - \| \| \| 1 \| \| Јелена Докић Дијана Холанд \| 6 4 \| 6 4 \| \| \| \| \| \| 2 \| \| Саманта Стосур Марина Ераковић \| 6 1 \| 6 4 \| \| \| \| \| \| 3 \| \| Кејси Делаква / Рене Стабс Шона Ли / Kairangi Vano \| 6 2 \| 6 2 \| \| \| \| \| \| 4 \| \| \| \| \| \| \| \| \| \| 5 \| \| \| \| \| \| \| \| \| |                                                                        |                                                                        |                   |     |   |   |   |  |
| |                                                                        |                                                                        | 1                 | 2   | 3 | 4 | 5 |  |
| 1 | Аустралија · Нови Зеланд                                               | Јелена Докић Дијана Холанд                                             | 6 4               | 6 4 |   |   |   |  |
| 2 | Аустралија · Нови Зеланд                                               | Саманта Стосур Марина Ераковић                                         | 6 1               | 6 4 |   |   |   |  |
| 3 | Аустралија · Нови Зеланд                                               | Кејси Делаква / Рене Стабс Шона Ли / Kairangi Vano                     | 6 2               | 6 2 |   |   |   |  |
| 4 | Аустралија · Нови Зеланд                                               |                                                                        |                   |     |   |   |   |  |
| 5 | Аустралија · Нови Зеланд                                               |                                                                        |                   |     |   |   |   |  |

## Друга група
Такмичење ове групе се одржало у Градском тениском центру у Перту Аустралија од 4. до 6. фебруара. Играло се на тренима са тврдом подлогом. 
У Другој групу су играле 4 репрезентације:
- Хонгконг
- Иран
- Казахстан
- Сингапур

|    |                 | Казахстан | Хонгконг | Сингапур | Иран |
| -- | --------------- | --------- | -------- | -------- | ---- |
| 1. | Казахстан (3-0) |           | 3-0      | 3-0      | 3-0  |
| 2. | Хонгконг (2-1)  | '0-3      |          | 3-0      | 3-0  |
| 3. | Сингапур(1-2)   | 0-3       | 0-3      |          | 3-0  |
| 4. | Иран (0-3)      | 0-3       | 0-3      | 0-3      |      |

Казахстан је пласирао за Прву групу Азијскоокеанијске зоне 2010.